# Jiwan Pur alias Johri Pur
Jiwan Pur alias Johri Pur là một thị trấn thống kê (census town) của quận North East thuộc bang Delhi, Ấn Độ.

## Nhân khẩu
Theo điều tra dân số năm 2001 của Ấn Độ, Jiwan Pur alias Johri Pur có dân số 20.765 người. Phái nam chiếm 54% tổng số dân và phái nữ chiếm 46%. Jiwan Pur alias Johri Pur có tỷ lệ 67% biết đọc biết viết, cao hơn tỷ lệ trung bình toàn quốc là 59,5%: tỷ lệ cho phái nam là 75%, và tỷ lệ cho phái nữ là 58%. Tại Jiwan Pur alias Johri Pur, 18% dân số nhỏ hơn 6 tuổi.